# Барон Монтигл

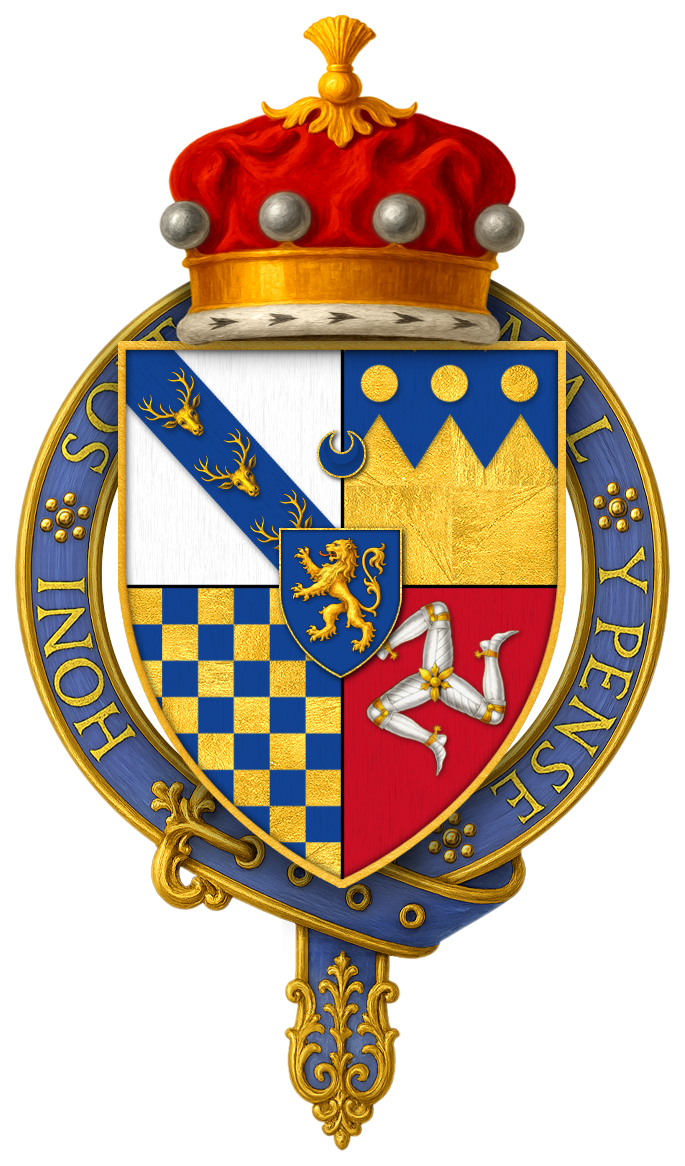
Герб сэра Эдварда Стэнли, 1-го барона Монтигла

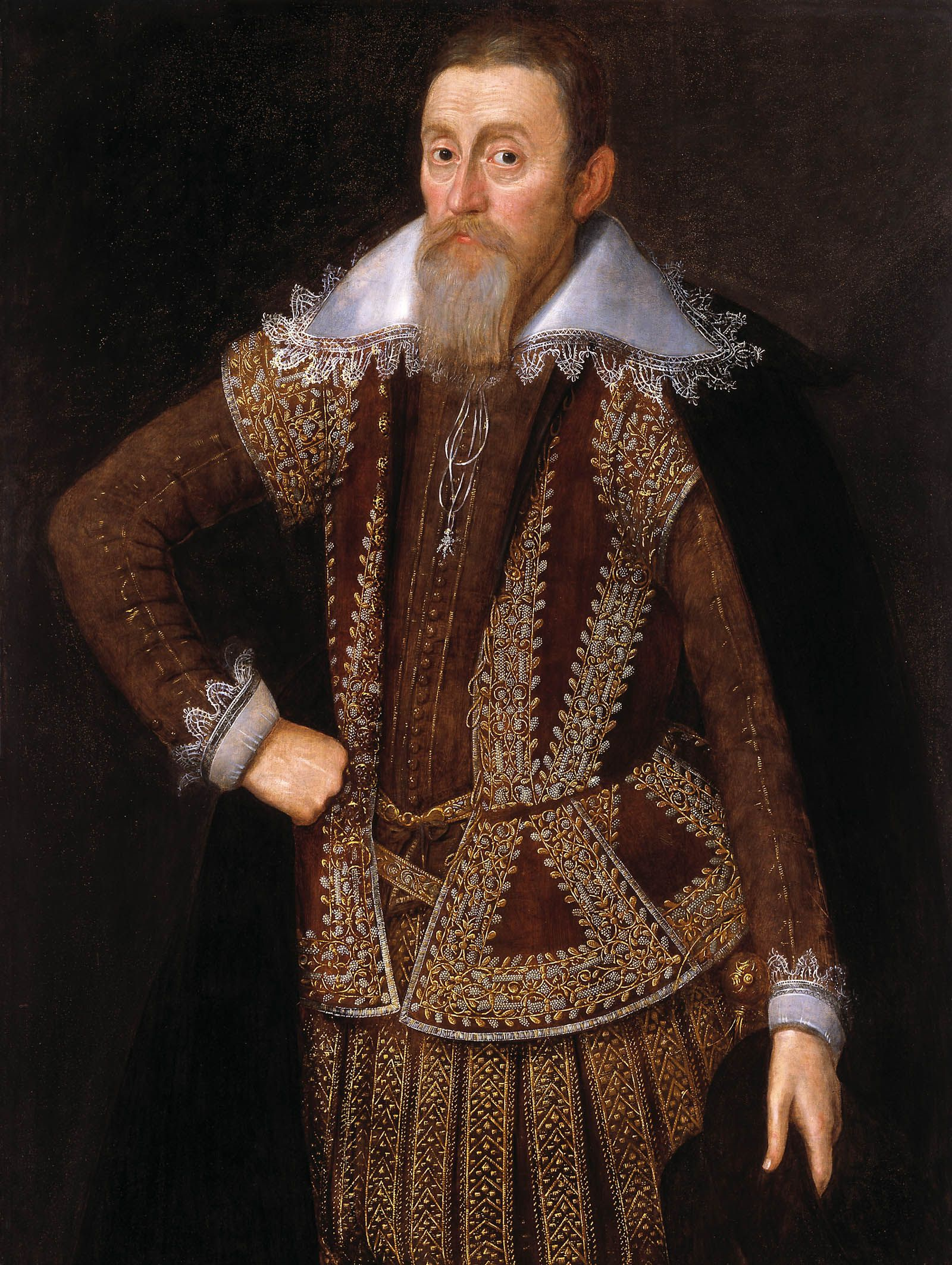
Уильям Паркер, 4-й барон Монтигл, 13-й барон Морли (1575—1622)

Барон Монтигл или Барон Маунт Игл (англ. Baron Monteagle) — английский дворянский титул, созданный трижды в британской истории (1514 год — пэрство Англии, 1760 год — пэрство Ирландии и 1806 год — пэрство Соединённого королевства).

## История
Титул барона первой креации в системе пэрства Англии был создан 6 апреля 1514 года для Эдварда Стэнли (около 1460—1523), который был вызван в Палату лордов как лорд Монтигл. Эдвард был пятым сыном Томаса Стэнли, 1-го графа Дерби (1435—1504), короля острова Мэн (1459—1504) и лорда верховного констебля Англии (1483—1504). В 1697 году после смерти Томаса Паркера, 6-го барона Монтигла (1636—1697), не имевшего детей, баронский титул прервался.
Вторично титул барона в системе пэрства Ирландии был создан в 1760 году для ирландского политика Джона Брауна (1709—1776), который получил титул барона Маунт Игл из Уэстпорта в графстве Мейо. Позднее для него были созданы титулы виконта Уэстпорта (1768) и графа Алтамонта (1771). Джон Браун был родоначальником маркизов Слайго.
В третий раз титул барона в системе пэрства Соединённого королевства был создан в 1806 году для Джона Брауна, 1-го маркиза Слайго (1756—1809), который получил титул барона Монтигла из Уэстпорта в графстве Мейо.
В 1839 году британский политик Томас Спринг Райс (1790—1866) получил титул барона Монтигла из Брендона в графстве Керри.

## Бароны Монтигл первой креации (1514)
- Эдвард Стэнли, 1-й барон Монтигл (ок. 1460 — 6 апреля 1523), пятый сын Томаса Стэнгли, 1-го графа Дерби
- Томас Стэнли, 2-й барон Монтигл (25 мая 1507 — 25 августа 1560), сын предыдущего
- Уильям Стэнли, 3-й барон Монтигл (1528 — 10 ноября 1581), сын предыдущего
- Уильям Паркер, 4-й барон Монтигл (ок. 1575 — 1 июля 1622), старший сын Элизабет Стэнли (1558—1585), дочери 3-го лорда Монтигла, и Эдварда Паркера, 12-го барона Морли (ок. 1550—1618)
- Генри Паркер, 5-й барон Монтигл (около 1600 — 10 мая 1655), сын предыдущего
- Томас Паркер, 6-й барон Монтигл (около 1636 — 15 июля 1697), сын предыдущего.

## Бароны Маунт Игл второй креации (1760)
- См. Маркиз Слайго

## Бароны Монтигл третьей креации (1806)
- См. Маркиз Слайго